# 徳勝寺 (喜多方市)
徳勝寺（とくしょうじ）は福島県喜多方市豊川町米室にある真言宗智山派の寺院。山号は吉例山。

## 歴史
文亀年間（1501年 - 1504年）に盛尊によって中興された。後に慶意により一桂院（現・桂松院）の末寺となったとされる。
本堂に隣接する観音堂は会津三十三観音の第4番札所・高吉観音として十一面観音を祀る。現在安置されている観音像は元和7年（1621年）の火災ののちに、新たに造立されたもの。